# Champagnat (Creuse)
Champagnat is een gemeente in het Franse departement Creuse (regio Nouvelle-Aquitaine) en telt 418 inwoners (2004). De plaats maakt deel uit van het arrondissement Aubusson.
In het Metropolitan museum of art in New York is een prachtig relikwiënkistje te zien , Chasse de Champagnat. De toenmalige pastoor verkocht het in 1800.  Na de Eerste Wereldoorlog werd het opgekocht door  Pierpont Morgan die aan die oorlog veel geld verdiende. Hij schonk het kistje aan het museum.

## Geografie
De oppervlakte van Champagnat bedraagt 29,2 km², de bevolkingsdichtheid is 14,3 inwoners per km².

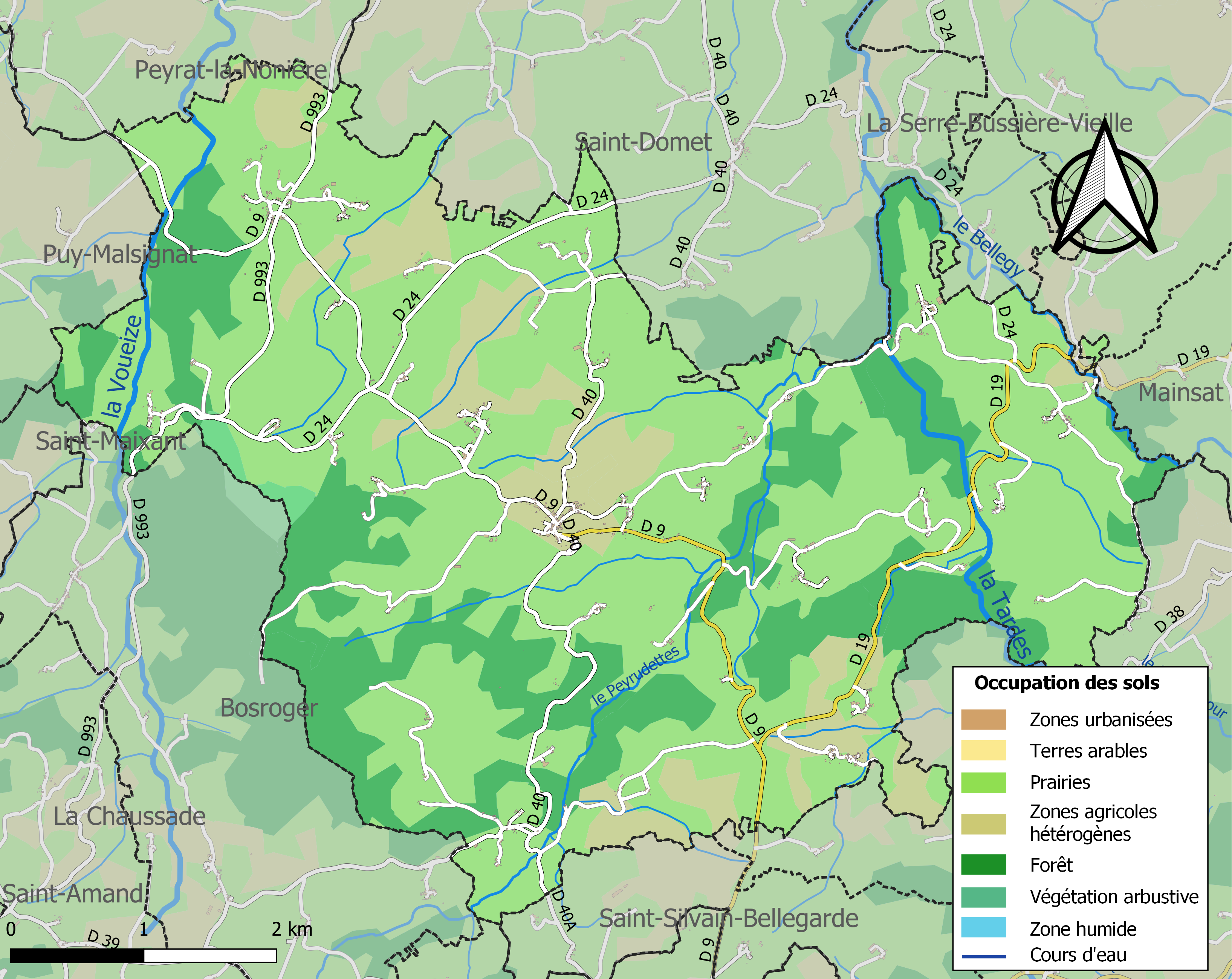
Kaart van de gemeente met de belangrijkste infrastructuur, bodemgebruik en omliggende gemeenten

## Demografie
Onderstaande figuur toont het verloop van het inwonertal (bron: INSEE-tellingen).